# Brightest Day
"El día más brillante" (Brightest Day en inglés) es una serie de historias cruzadas de 2010 publicada por DC Comics, que consiste en cómics de un año de duración que comenzó en abril de 2010 comenzando desde junio de 2010 y finalizando en junio de 2011, además de serie de cómics vinculados. La historia sigue al final de la serie Blackest Night y como las secuelas de estos eventos afectan a todo el Universo DC.

## Trama inicial
Al final de "Blackest Night", 12 héroes y villanos fueron resucitados por algún motivo desconocido. Los eventos de Brightest Day siguen las hazañas de estos héroes y villanos mientras intentan descubrir el secreto detrás de su resurrección.

## Eventos
Brightest Day #7 reveló que los 12 resucitados deben completar una tarea individual que les haya asignado la Entidad Linterna Blanca. Si tienen éxito, su vida será totalmente devuelta.
- El Profesor Zoom ayudó a liberar a Barry Allen de la Fuerza de la Velocidad. (Mencionado en The Flash: Rebirth #4)[2]

- Jade equilibró la oscuridad. (Se muestra en Justice League of America #48)[3]

- Osiris liberó a Isis, la diosa de la naturaleza. (Se muestra en Titans #32)[4]

- Maxwell Lord detuvo a Magog de provocar los eventos vistos en Kingdom Come. (Se muestra en Justice League: Generation Lost #13)[5]

- Chica Halcón evitó que Hath-Set matara a Hombre Halcón. (Se muestra en Brightest Day #18)[6]

- Hombre Halcón cerró la entrada dimensional entre Hawkworld y la Tierra. (Se muestra en Brightest Day #18)[6]

- Aquaman ya alistó al nuevo Aqualad a su lado antes que los "otros". (Se muestra en Brightest Day #20)[7]

- El Detective Marciano incendió el bosque marciano, mató a D'Kay D'razz y decidió dedicarse a la protección de la Tierra. (Se muestra en Brightest Day #21)[8]

- Jason Rusch y Ronnie Raymond derrotaron a la corrupta de Black Lantern en su Matrix Firestorm antes de que este destruyera el universo. (Se muestra en Brightest Day #22)[9]

- El Capitán Bumerang lanzó un búmeran a Dove. (Se muestra en Brightest Day #24)[10]

- Hawk fue asignado para atrapar el búmeran lanzado por el Capitán Bumerang, pero falló. (Se muestra en Brightest Day #24)[10]

- Boston Brand debía encontrar al nuevo campeón que llevara la luz blanca de la vida y tomara el lugar de La Entidad. (Revelado como Alec Holland, la nueva Cosa del Pantano en Brightest Day #24)[10]

## Historia de la publicación
La serie está escrita por Geoff Johns y Peter Tomasi, se publicó dos veces al mes durante #24 números (#25 si se incluye el número 0) alternando con Justice League: Generation Lost, escrita por Keith Giffen y Judd Winick. Johns ha discutido el tema general:

"Brightest Day es sobre segundas oportunidades. Creo que ha sido obvio desde el primer día que hay grandes planes para que los héroes y villanos de Aquaman para que tomen el centro del escenario en el Universo DC, entre muchos otros, después de Blackest Night. "Brightest Day" no es una pancarta o una dirección vaga para el Universo DC, es una historia. Tampoco "Brightest Day" una señal de que el Universo DC va a ser todo sobre superhéroes 'ligeros y brillantes'. Algunas segundas oportunidades funcionan ... otras no."

Brightest Day también tuvo cruces con la serie Green Lantern, Green Lantern Corps, Justice League of America, The Titans y The Flash. Más tarde se anunció que Gail Simone volvería a un nuevo volumen del cómic Birds of Prey, que también estará bajo la misma edición. Otros vínculos incluyen los primeros números de una Green Arrow relanzada y la Justice Society of America. Jeff Lemire escribió una sola toma de Brightest Day: Átomo con el artista Mahmud Asrar, que actuó como un trampolín para una historia de Átomo para copresentar en Adventure Comics con el mismo equipo creativo.
La serie Green Lantern presentaba a más de los personajes Atrocitus, Larfleeze, Saint Walker e Indigo-1 en un arco de la historia titulado "New Guardians". En Emerald City Comic-Con 2010, Johns también declaró que Firestorm sería un "personaje principal" en Brightest Day.
El primer número, número #0, fue escrito por Fernando Pasarin. David Finch, un artista nuevo de DC exclusivo, ilustró las portadas de toda la serie.
En junio de 2010, el escritor Geoff Johns anunció que el evento "Brightest Day" también se utilizaría para presentar a Jackson Hyde, el nuevo Aqualad creado para la serie animada Young Justice, en el Universo DC. Del mismo modo, el último número de la serie reintrodujo a La Cosa del Pantano y John Constantine en la corriente continua del universo de DC después de varios años en la marca madura Vertigo de DC.

## Resumen
La historia comienza el día después de Blackest Night mostrando a Boston Brand rompiendo su lápida. Cerca, un pajarito se cae de su nido y muere, pero resucita con el anillo blanco que tiene Boston. El anillo lo lleva a todos los que resucitaron y él (mientras es invisible) ve cómo celebran sus nuevas concesiones en la vida. Boston luego le pregunta al anillo por qué le muestra esto; su respuesta fue: necesita ayuda. Luego lo lleva a la destruida Star City y crea un bosque.
Mientras tanto, en Nuevo México, Sinestro descubre una batería de Linterna Blanca. Hal Jordan y Carol Ferris llegan e intentan levantar la linterna, pero no se mueve...

## Títulos
- Brightest Day (dos veces al mes, #25 números, incluido el número #0) se centra en Deadman, Hombre Halcón, Chica Halcón, Detective Marciano, Aquaman y Firestorm resucitados.

- Green Lantern (números Vol.4 #53-62) se centra en Hal Jordan, así como en las demás representantes de las otras corporaciones de linternas, mientras intentan evitar la captura de todas las entidades emocionales que finalmente conducen a la Guerra de los Green Lantern Corps.

- Green Lantern Corps (números Vol.2 #47-57) se enfoca en Kyle Rayner, John Stewart y Ganthet mientras enfrentan la revuelta de los Alpha Lanterns y el regreso de los armadores de Qward hasta que estalla la Guerra del Green Lantern Corps.

- Green Lantern: Emerald Warriors (números # 1-6) se centra en Guy Gardner, Kilowog, Arisia, Sodam Yat y el Linterna roja Bleez, mientras ponen en marcha un plan de ahorro del universo contra un enemigo nuevo y oculto para evitar la Guerra de los Green Lantern Corps.

- Atom: Brightest Day Special es una sola toma que fue catalogado como un enlace con Brightest Day, pero en realidad es una introducción a la miniserie de Átom contenida en Adventure Comics.

- Birds of Prey (números #1-6) se centra en Hawk resucitado y en la conexión de Dove con la Luz Blanca.

- The Flash (números #1-7) presenta al Capitán Bumerang resucitado.

- Green Arrow (números Vol.4 #1-12) se centra en el bosque de Star City que brotó del anillo de la linterna blanca.

- Justice League of America (números # Vol.2 44-48) se enfoca en el Jade resucitada mientras trata de salvar a su hermano y padre del control de Starheart.

- Justice League: Generation Lost (dos veces al mes, #24 números) se centra en Booster Gold, Capitán Átomo, Fuego y Hielo mientras intentan encontrar al resucitado Maxwell Lord.

- Justice Society of America (tres números Vol.3 #41-43) que es parte de la historia compartida con Justice League of America.

- Titanes (números Vol2 #24-28) se centra en el Osiris resucitado cuando se une a un equipo de villanos liderado por Deathstroke, y compuesto por Tattooed Man, Cheshire y un nuevo personaje llamado Cinder. Un especial adicional llamado Titans: Villains For Hire precede al número #24 y trata sobre la muerte de Ryan Choi, el cuarto Átomo, a manos de los Villanos. El número #28 fue el último en ser etiquetado como un cruce con Brightest Day.

### Involucrado pero no listado bajo "Brightest Day"
- Action Comics (que comienza con el número #890-900) se centra en Lex Luthor y su búsqueda universal para localizar la energía de los Black Lantern Corps. El número #890 fue etiquetado como suecuela de Blackest Night.

- Booster Gold #33-43 recoge los elementos de la búsqueda de Maxwell Lord en Justice League: Generation Lost.

- Power Girl #13-23 está vagamente relacionado con Justice League: Generation Lost.

- Untold Tales from Blackest Night #1 (octubre de 2010) mientras el tema fue etiquetado como parte de Blackest Night, este título se relaciona de manera vaga con Brightest Day #11-12, Green Lantern #59 y Green Arrow #5, todos los cuales involucran al regreso del Black Lantern Corps.

- Green Lantern: Larfleeze Christmas Special, aunque no está enlazado con Brightest Day, este tema es un ensayo de una sola toma, centrado en la incomprensión de Larfleeze sobre el significado de la Navidad.

- Shazam! #1 esta toma está vagamente relacionado con la misión de Osiris de rescatar a su hermana.

- Teen Titans #83 explica por qué Blue Beetle tomaría un permiso de ausencia de los Titanes, y los eventos de Generation Lost #2 se mencionan indirectamente allí también.

- War of the Green Lanterns es una historia que cruza los tres títulos de Linterna Verde, y es una continuación directa de los arcos de Brightest Day. Green Lantern #63-67, Green Lantern Corps #58-60 Green Lantern Emerald Warriors #7-10 y las secuelas de War of the Green Lanterns #1-2

## Brightest Day Secuela: La búsqueda deLa Cosa del Pantano
En junio, una miniserie de tres números involucró el regreso de John Constantine al Universo DC y su intento de convencer a Superman y Batman de que la elección de Alec Holland (La nueva cosa del pantano) como el nuevo protector de la Tierra es inevitable y el resucitado Alec Holland tiene que morir, para que su alma pueda fusionarse nuevamente con El Verde.
- Brightest Day Aftermath: The Search for Swamp Thing #1, 32 páginas, 22 de junio de 2011[22]
- Brightest Day Aftermath: The Search for Swamp Thing #2, 32 páginas, 27 de julio de 2011[23]
- Brightest Day Aftermath: The Search for Swamp Thing #3, 32 páginas, 24 de agosto de 2011

## Ediciones
La serie se recopila en varios volúmenes:
- Brightest Day Volumen uno (toma Brightest Day #0-7, 256 páginas, portada, diciembre de 2010, ISBN 1-4012-2966-2, cubierta, diciembre de 2011, ISBN 1-4012-3276-0)

- Brightest Day Volumen dos (toma Brightest Day#8-16, 240 páginas, portada, mayo de 2011, ISBN 1-4012-3083-0; cubierta, mayo de 2012, ISBN)

- Brightest Day Volumen tres (toma Brightest Day #17-24, 280 páginas, portada, septiembre de 2011, ISBN 1-4012-3216-7)

Otros títulos también están siendo recolectados:
- Birds of Prey Volumen uno: Endrun (toma Birds of Prey vol. 2 #1-6, 160 páginas, portada, mayo de 2011, ISBN 1-4012-3131-4)

- The Flash Volumen uno: The Dastardly Death of the Rogues toma The Flash vol. 3 #1-6 y The Flash Secret Files 2010 #1, 208 páginas, portada, febrero de 2011, ISBN 1-4012-2970-0; cubierta, enero de 2012, ISBN 1-4012-3195-0)

- Green Arrow Volumen uno: Into the Woods (toma Green Arrow vol. 4 #1-7, 192 pp., portada, julio de 2011, ISBN 1-4012-3073-3)

- Green Arrow Volumen dos: Salvation (toma Green Arrow, vol. 4 #8-14, 192 pp., portada, febrero de 2013, ISBN 978-1-4012-3528-4)

- Green Lantern: Brightest Day (toma Green Lantern vol. 4 #53-62, 256 pp., portada, junio de 2011, ISBN 1-4012-3181-0, cubierta, mayo de 2012, ISBN 978-1-4012-3141-5)

- Green Lantern Corps: Revolt of the Alpha Lanterns (toma Green Lantern Corps, volumen 2 #21-22 y 48-52, 176 páginas, portada, mayo de 2011, ISBN 1-4012-3139-X)

- Green Lantern Corps: The Weaponer toma Green Lantern Corps (volumen 2) #53-57, 128 páginas, portada, octubre de 2011, ISBN 1-4012-3281-7, cubierta, octubre de 2012, ISBN 1-4012-3441- 0)

- Green Lantern: Emerald Warriors Volumen uno (toma Green Lantern: Emerald Warriors # 1-7, 176 páginas, portada, agosto de 2011, ISBN 1-4012-3079-2)

- Justice League: Generation Lost Volumen uno (toma Justice League: Generation Lost #1-12, 320 páginas, portada, abril de 2011, ISBN 1-4012-3020-2; cubierta, febrero de 2012, ISBN 1-4012-3225-6)

- Justice League: Generation Lost Volumen dos (toma Justice League: Generation Lost #13-24, 320 páginas, portada, octubre de 2011 ISBN 1-4012-3283-3)

- Justice League of America: The Dark Things (toma Justice League of America #44-48, Justice Society of America #41-42.)

## En otros medios

### Videojuegos
Una máscara de Brightest Day atribuida a Batman es una de las máscaras especiales de Batman: Arkham Origins. Es una imagen de cómo Batman se vería como una Linterna Blanca.